# Патриоты (фильм, 2006)
«Патриоты» (фр. Indigènes, англ. Days of Glory) — фильм Рашида Бушареба 2006 года о Второй мировой войне глазами арабов в рядах «Сражающейся Франции». Фильм был номинирован на премию «Оскар» как лучший зарубежный фильм.

## Сюжет
Французский генерал призывает местных жителей в Африке направиться сражаться за Францию.
После этого они прибывают в Италию. Там они сталкиваются с дискриминацией со стороны французских солдат и после краткого инструктажа солдат направляют захватить высоту, контролируемую немцами.
За боями в Италии следует операция «Драгун», в которой принимают участие алжирские бойцы. В освобожденном Марселе Мессауд знакомится с француженкой Ирен, между ними вспыхивают чувства. Дискриминация алжирцев продолжается. После перепалки со своим сержантом, Абделькадера заключают под стражу. Он недоволен тем, что с арабами плохо обращаются. Полковник обещает им во всем разобраться.
Четырём солдатам — Саиду, Абделькадеру, Яссиру и Мессауду — приказывают удерживать небольшую деревушку в Эльзасе. Вскоре сюда прибывает взвод немецких солдат. После неравного боя единственный выживший Абделькадер бежит к ближайшему сараю и пытается спрятаться в нём. В критический момент подходят арабские солдаты и освобождают городок.
После войны Абделькадер приходит на кладбище, находит своих друзей и молится на их могилах.

## В ролях
| Актёр          | Роль                    |
| -------------- | ----------------------- |
| Сами Насери    | Яссир                   |
| Жамель Деббуз  | Саид Отмари             |
| Рошди Зем      | Мессауд                 |
| Сами Буажила   | Абделькадер             |
| Бернар Бланкан | сержант Роджер Мартинес |
| Мелани Лоран   | Маргерит                |